# Полиция Италии
Полиция Италии (также — Государственная полиция, итал. Polizia di Stato) является одной из национальных полицейских сил Италии.
Наряду с Карабинерами, Финансовой гвардией и Корпусом тюремной полиции государственная полиция является одним из четырёх основных национальных полицейских сил Италии. Прежде всего государственная полиция работает в провинциях и крупных городах, а вместе со своими дочерними агентствами она также отвечает за патрулирование автомобильных дорог, железных дорог, аэропортов, таможни, а также некоторых водных путей и оказание помощи местным полицейским силам.
До 1981 года полиция была в составе вооружённых сил.
Это основные итальянские полицейские силы для поддержания общественной безопасности, и поэтому она находится в непосредственном ведении департамента общественной безопасности и поддержания общественного порядка. Интерпол резюмирует основное внимание этих сил: «В его обязанности входят следственные и правоохранительные функции, а также безопасность автомагистралей, железных дорог и водных путей».

## История
Хотя современная полиция была создана в 1981 году в результате слияния многих гражданских полицейских служб Италии, её корни уходят в 1852 год как полиции Королевства Сардинии.

## Миссия
Европол резюмирует: «защита государства, защита прав и свобод граждан, надзор за поддержанием общественного порядка, поддержание общественной безопасности, оказание помощи государственным и частным лицам в случай несчастных случаев и катастроф, а также мирное разрешение споров между частными лицами. Он также занимается обучением и обучением на своих объектах сотрудников других полицейских органов… специализированные отделы включают в себя дорожную, железнодорожную, коммуникационную полицию, мобильные отделы и научную полицию».

## Знаки различия

### Система званий в полиции
| Ассистенты и агенты | Ассистенты и агенты           | Ассистенты и агенты  | Ассистенты и агенты               | Ассистенты и агенты                                        |
| ------------------- | ----------------------------- | -------------------- | --------------------------------- | ---------------------------------------------------------- |
|                     |                               |                      |                                   |                                                            |
| Агент agente        | Выбранный агент agente scelto | Ассистент assistente | Старший ассистент assistente capo | Старший ассистент-координатор assistente capo coordinatore |

| Суперинтенданты                         | Суперинтенданты               | Суперинтенданты                            | Суперинтенданты                                                     |
| --------------------------------------- | ----------------------------- | ------------------------------------------ | ------------------------------------------------------------------- |
|                                         |                               |                                            |                                                                     |
| Вице-суперинтендант vice sovrintendente | Суперинтендант sovrintendente | Старший суперинтендант sovrintendente capo | Старший суперинтендант-координатор sovrintendente capo coordinatore |

| Инспекторы                    | Инспекторы          | Инспекторы                       | Инспекторы                            | Инспекторы                                  | Инспекторы                                                             |
| ----------------------------- | ------------------- | -------------------------------- | ------------------------------------- | ------------------------------------------- | ---------------------------------------------------------------------- |
|                               |                     |                                  |                                       |                                             |                                                                        |
| Вице-инспектор vice ispettore | Инспектор ispettore | Старший инспектор ispettore capo | Главный инспектор ispettore superiore | Заместитель комиссара sostituto commissario | Заместитель комиссара — координатор sostituto commissario coordinatore |

| Старшие офицеры (комиссары)    | Старшие офицеры (комиссары) | Старшие офицеры (комиссары)       | Старшие офицеры (комиссары)                        | Старшие офицеры (комиссары) | Старшие офицеры (комиссары)     |
| ------------------------------ | --------------------------- | --------------------------------- | -------------------------------------------------- | --------------------------- | ------------------------------- |
|                                |                             |                                   |                                                    |                             |                                 |
| Вице-комиссар vice commissario | Комиссар commissario        | Старший комиссар commissario capo | Дополнительный вице-квестор vice questore aggiunto | Вице-квестор vice questore  | Первый директор primo dirigente |

| Высшие офицеры (директора)           | Высшие офицеры (директора)                                                              |
| ------------------------------------ | --------------------------------------------------------------------------------------- |
|                                      |                                                                                         |
| Главный директор dirigente superiore | Генеральный директор общественной безопасности dirigente generale di pubblica sicurezza |